# Oswald Damian
Pour les articles homonymes, voir Damian.
Oswald Damian (né le 3 mars 1889 à Walsheim, mort en 1978 dans la même commune) est un théologien protestant allemand résistant au nazisme.

## Biographie
Oswald Damian étudie la théologie à Zurich en 1912 et rencontre Leonhard Ragaz, qui lui fait découvrir le christianisme social. Dans les années 1920, il prêche dans le Palatinat rhénan. Il se trouve d’abord à Dahn, un transfert à Saint-Ingbert échoue en raison de ses convictions politiques, il se rend donc à Pirmasens.
Dans ses sermons, il compare le christianisme avec le socialisme et établit des parallèles avec la situation sociale dans la République de Weimar. Il est un membre du Mouvement pacifiste. Le Parti national-socialiste (NSDAP) tente d’intimider Damian avec une procédure ecclésiastique et une campagne haineuse.
Damian publie en 1932 la brochure Die Religion ist in Gefahr (la religion est en danger, 32 pages), en opposition à l'idéologie nazie et au christianisme positif. Il publie d'autres articles critiques du nazisme dans l'hebdomadaire Der Religiöse Sozialist. En 1932, il devient président de l'association des socialistes chrétiens du Palatinat (en allemand Religiöser Sozialismus).
Après la prise du pouvoir des nazis, Damian est interné dans le camp de détention provisoire de Neustadt (de), dans le Palatinat. Il est libéré brièvement pour qu'il puisse présider une confirmation à Pirmasens. Le 16 juillet 1933, il est mis à la retraite anticipée et libéré sous conditions. En 1934, il est affecté dans une petite paroisse à Dörrenbach et ne se manifestera plus jusqu’à la fin du Troisième Reich.
Après la Seconde Guerre mondiale, il tente de faire revivre le socialisme chrétien, sans succès. Il reste fidèle au pacifisme et à ses idéaux politiques.
On a trouvé après sa mort dans ses archives un manuscrit de roman intitulé Zu spät, qui traite de la paix et du désarmement.